# Buitenbaarmoederlijke zwangerschap

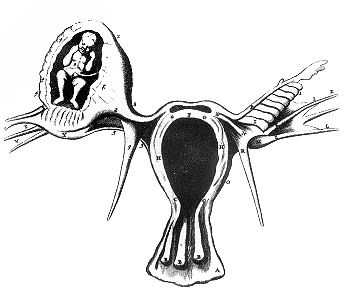
Buitenbaarmoederlijke zwangerschap zoals voorgesteld door Reinier de Graaf.

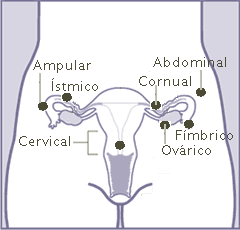
Buitenbaarmoederlijke zwangerschap

Buitenbaarmoederlijke zwangerschap, extra-uteriene graviditeit (EUG), graviditas extrauterina of graviditas ectopa is een toestand waarin een vrucht zich buiten de baarmoeder bevindt. Dit kan zeer gevaarlijk zijn, omdat de gebieden buiten de baarmoeder niet geschikt zijn voor een groeiende vrucht.

## Normale situatie
Normaal vindt de bevruchting plaats in de eileider (tuba) of net daarbuiten bij de eierstok (in het ovarium), daarna gaat het embryo zich verder delen en in die dagen wordt het getransporteerd naar de baarmoederholte (uterus). Als de innesteling plaatsvindt in de cervix, de eileider, de eierstok of ergens anders in de buikholte ontstaat een buitenbaarmoederlijke zwangerschap.

## Herkenning
De HCG-waarde (zwangerschapshormoon) blijft lager dan bij een gezonde zwangerschap en stijgt veel minder snel. De klachten zijn buikpijn en/of bloedverlies en lijken op klachten als bij een miskraam. Vrouwen met een verhoogd risico moeten alert zijn en zich laten controleren door een echo te laten maken. Indien er geen zwangerschap te zien is in de baarmoederholte en het HCG is hoog, dan kan dat betekenen dat er een EUG is.

## Risicofactoren
De kans op een EUG is 1%. Een van de belangrijkste oorzaken van een EUG is beschadiging van de eileider(s) door een ontsteking aan de eileider, bijvoorbeeld door chlamydia of gonorroe. Dit wordt ook wel salpingitis of PID (Pelvic Inflammatory Disease) genoemd. Andere factoren zijn een eerdere EUG (kans 10 keer vergroot) of een eerdere operatie aan de eileider. Na langdurige onvruchtbaarheid, na ivf-behandeling en bij DES-dochters is het risico van een EUG groter. Dit kan ook het geval zijn bij verklevingen in de buikholte ten gevolge van een eerdere buikoperatie, met name na een blindedarmontsteking (appendicitis) en bij endometriose.
Vrouwen die zwanger zijn geworden nadat zij gesteriliseerd zijn of terwijl zij een spiraaltje gebruiken, hebben een grotere kans dat deze zwangerschap een EUG is. Na sterilisatie is die kans zelfs 50%. Ook vrouwen die roken lopen een grotere kans op buitenbaarmoederlijke zwangerschappen.

## Diagnose
Het aantonen van een zwangerschap gebeurt met een zwangerschapstest in de urine. Indien er klachten zijn en de zwangerschapstest positief is, zal de arts de vrouw verwijzen naar een gynaecoloog voor een inwendige, vaginale echo. Met deze echo kan de gynaecoloog zien of de zwangerschap zich in de baarmoeder bevindt.
Als er echoscopisch geen duidelijke zwangerschap in de baarmoeder aanwezig is of alleen wat vocht in de buik zit en er een hoge concentratie humaan choriongonadotrofine (HCG) is, dan is de kans op een EUG groot. Is de HCG-concentratie laag en zijn er weinig klachten, dan kan er eventueel worden afgewacht, hoewel de kans op een EUG aanwezig blijft. Dan volgt er poliklinische controle met herhaling van het bloedonderzoek en de vaginale echoscopie.
Wanneer de waarde van het HCG in het bloed daalt, blijkt daaruit dat de EUG vanzelf oplost. Bij het dalen van het HCG blijken de meeste rupturen van de eileider te ontstaan. Het zwangerschapshormoon wordt gecontroleerd tot het niet meer aantoonbaar is.
Wanneer het HCG dezelfde waarde houdt of stijgt, terwijl met de echo nog steeds geen zwangerschap in de baarmoeder wordt gezien, dan is de kans op een EUG groot.
Soms bevindt zich zowel in als buiten de baarmoeder een zwangerschap, dit wordt heterotopische zwangerschap genoemd. Een EUG kan dan pas laat ontdekt worden, omdat er in de baarmoeder ook een vrucht wordt gezien die het hoge HCG kan verklaren.

## Behandeling
Een zwangerschap buiten de baarmoeder kan in principe niet voldragen worden. Een verhaal is bekend waarbij een vrouw van een gezond kind beviel na een EUG. Dit is echter zeer zeldzaam en alleen mogelijk als de foetus zich buiten de eileiders, dus in de buikholte innestelt. In de tropengeneeskunde komen ook dergelijke voorvallen voor. Om het bloedverlies te beperken, wordt aangeraden de placenta na de bevalling te laten zitten. De vrucht kan niet alsnog in de baarmoeder geplaatst worden. Het is dan gebruikelijk om te opereren, waarbij het hele embryo inclusief moederkoek verwijderd wordt, of medicijnen, een cytostaticum, te geven.

## Operatie

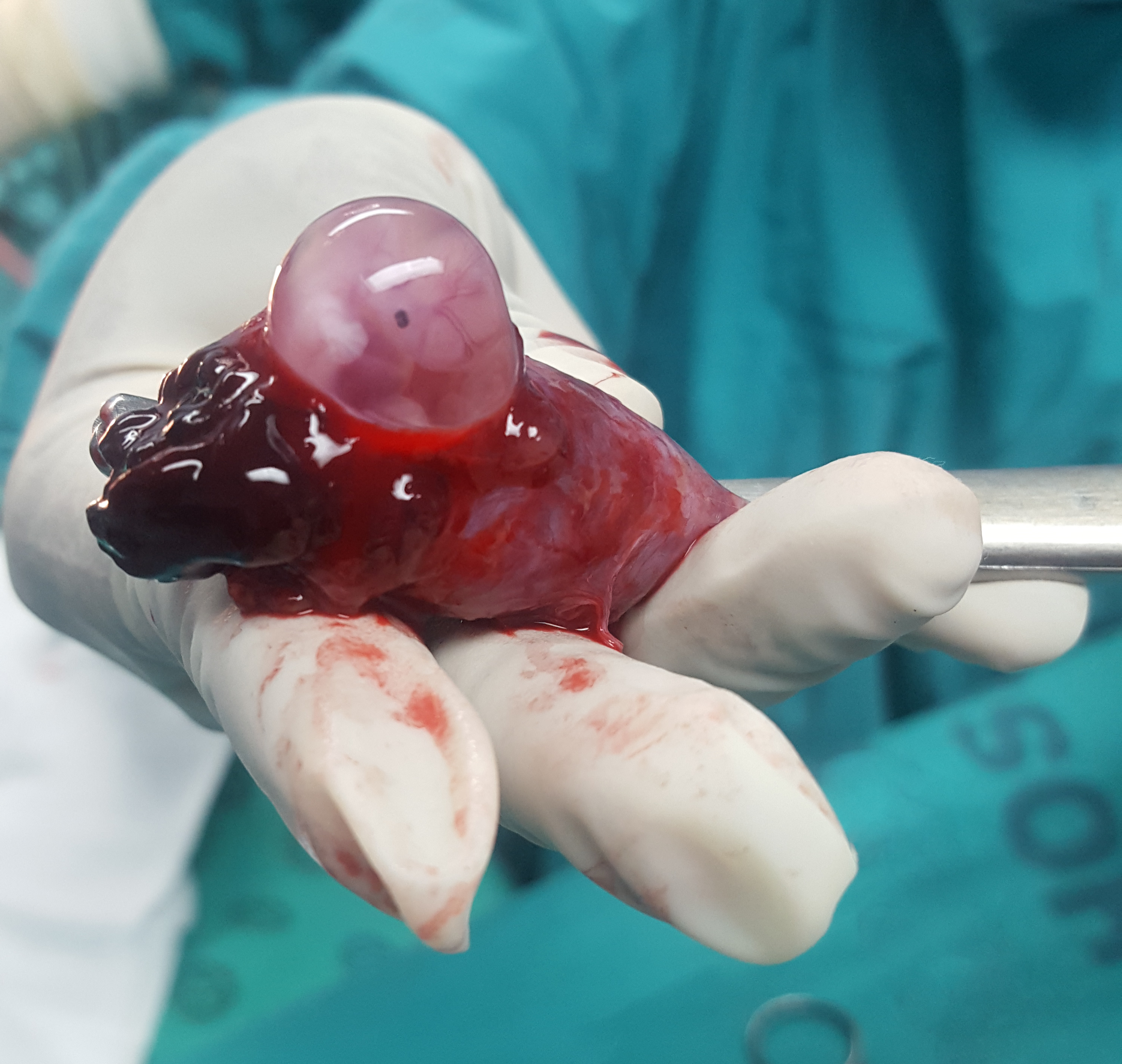
Linker tuba met een EUG in een 25-jarige vrouw na een tubectomie.

Een operatieve behandeling kan plaatsvinden door middel van een kijkoperatie (laparoscopie) of via een bikinisnede (of andere vorm van laparotomie). Of een kijkoperatie mogelijk is, is afhankelijk van de ernst van de klachten en of er bloed, verklevingen of andere afwijkingen in de buik bestaan.
Bij de operatie kan de EUG worden verwijderd door een sneetje te maken in de eileider (eileidersparend, tubotomie) of kan de gehele eileider inclusief de EUG worden verwijderd, tubectomie. Het is momenteel niet duidelijk welke van deze operaties beter is voor het behoud van vruchtbaarheid. Als er een scheur met een bloeding in de eileider is, als de EUG groot is, als er geen zwangerschapswens meer is of als er voor de tweede keer in dezelfde eileider een EUG is, wordt in principe de eileider verwijderd.

## Medicijnen: methotrexaat
Als de waarde van het HCG in het bloed laag is, kan soms behandeling plaatsvinden door middel van één of meerdere injecties in de spier met methotrexaat, een cytostaticum.
De behandeling gebeurt poliklinisch. Een week na de kuur wordt de waarde van het HCG bepaald.
Zowel bij de operatie als bij de behandeling met medicijnen geldt: bij een resusnegatieve bloedgroep geeft de arts meestal anti-D-immunoglobuline om te voorkomen dat er antistoffen worden aangemaakt. Na de behandeling kan veel bloed of weefsel worden verloren via de vagina.

## Emotionele aspecten
Een EUG betekent lichamelijk en psychisch meestal een zware belasting; niet alleen is er een zwangerschap verloren gegaan, maar misschien wordt het ook wel moeilijker om opnieuw zwanger te raken.
Bij de methotrexaatbehandeling en de eileidersparende operatie volgt soms een langere periode van onzekerheid, omdat de waarde van het HCG langzaam daalt.